# Sinaptofisina
La sinaptofisina è una proteina, riconosciuta come una delle principali proteine che intervengono a livello delle vescicole sinaptiche p38; nell'uomo viene codificata dal gene SYP localizzato sul cromosoma X a 48.93-48.94 Mb.

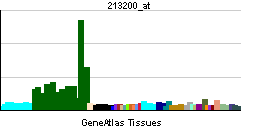
Pattern di espressione ad RNA

## Codifica
Il gene SYP è localizzato sul braccio corto del cromosoma X (Xp11.23-p11.22). SYP è lungo 12.406 basi. La proteina codificata è costituita da 313 aminoacidi dal peso molecolare di 33,845 kDa.

## Biologia molecolare
La proteina codificata da SYP è una glicoproteina coinvolta a livello delle vescicole sinaptiche dotata di quattro domini transmembrana dal peso di 38kDa. Viene espressa dalle cellule neuroendocrine e da quasi tutti i neuroni del cervello e del midollo spinale che partecipano alla trasmissione sinaptica.
L'esatta funzione della proteina non è nota: è in grado di interagire con la proteina sinaptica sinaptobrevina, essenziale nelle vescicole, ma quando il gene sinaptofisina viene inattivato sperimentalmente negli animali, si sviluppa ugualmente una trasmissione normale dei potenziali d'azione. La soppressione dell'espressione della sinaptofisina nei topi porta cambiamenti comportamentali quali: aumento del comportamento esplorativo, compromissione del riconoscimento di oggetti nuovi come novità e riduzione dell'apprendimento spaziale.

## Interazioni
La sinaptofisina è in grado di interagire, tramite interazioni proteina-proteina, con AP1G1 e SIAH2.

## Marcatore tumorale
La proteina sinaptofisina agisce come un marcatore per i tumori neuroendocrini, ma non come fattore prognostico indicante la gravità di malattia. La sua ubiquità nelle sinapsi ha portato all'impiego del dosaggio di sinaptofisina nella quantificazione delle sinapsi.
Alterazioni nella sequenza di SYP sono implicate nell'insorgenza di ritardo mentale legato al cromosoma X.